# ヘレン・マクサガク
ヘレン・ママヤオク・マクサガク（Helen Mamayaok Maksagak、1931年4月15日 - 2009年1月23日）は、カナダのイヌイットの政治家。

## 人物
1992年にノースウエスト準州の副弁務官に選ばれたのち、弁務官（en, 州の副総督に相当する役職）に昇進して、1995年1月16日から1999年3月26日まで務めた。マクサガクはノースウエスト準州の弁務官に選ばれた最初の女性であり、最初のイヌイットでもあった。その後、1999年4月1日から2000年4月1日まで発足後初のヌナブト準州の弁務官 (en) を務めた。
2002年にはカナダ勲章を受章している。2009年1月23日、77歳にて死亡した。死亡当時もヌナブト準州の副弁務官を務めていた。